# Blase Cupich
Blase Joseph Cupich (Omaha, 19 marzo 1949) è un cardinale e arcivescovo cattolico statunitense, dal 20 settembre 2014 13º metropolita di Chicago.

## Biografia

### Infanzia e formazione
Blase Joseph Cupich è nato il 19 marzo 1949 a Omaha, nello Stato federato del Nebraska, negli Stati Uniti d'America. È uno dei nove figli di Blase e Maria (nata Mayhan) Cupich. Dopo aver compiuto gli studi primari, ha frequentato la University of St. Thomas a Saint Paul, in Minnesota, da dove ha conseguito una laurea in filosofia nel 1971. Dopo aver deciso di seguire la sua vocazione sacerdotale, si è trasferito a Roma, dove ha studiato presso il Pontificio collegio americano del Nord, ottenendo un Bachelor of Sacred Theology nel 1974. Ha ottenuto anche un Master in teologia nel 1975, alla Pontificia Università Gregoriana. Durante questo periodo, ha avuto un brevissimo soggiorno a Sarajevo. Successivamente, è rientrato in America.

### Ministero sacerdotale
Dopo il suo ritorno, è stato ordinato presbitero il 16 agosto del 1975, nella Cattedrale di Santa Cecilia, da Daniel Eugene Sheehan, arcivescovo di Omaha. È stato assegnato come assistente nella parrocchia di Saint Margaret Mary e, contemporaneamente, istruttore presso la Paul VI High School di Omaha, incarico mantenuto fino al 1978. A Omaha, ha servito come direttore dell'Ufficio per il Culto Divino e in qualità di presidente della Commissione per la gioventù dal 1978 al 1981. Ha compiuto gli studi universitari presso l'Università Cattolica d'America a Washington ottenendo una laurea nel 1979, e in seguito un Doctor of Sacred Theology in teologia sacramentale nel 1987, con una tesi dal titolo di An Examination and Comparison of the Lectionary Readings as Hermeneutical Units in Three Periods.
Dal 1980 al 1981 Cupich è stato istruttore di formazione del programma continuo dei sacerdoti e per la formazione dei diaconi presso la Creighton University di Omaha. Ha poi servito come segretario della nunziatura apostolica negli Stati Uniti fino al 1987. È stato poi nominato parroco della chiesa di St. Mary di Bellevue, incarico tenuto dal 1987 al 1989. È stato anche presidente-rettore del Pontificio Collegio Josephinum a Columbus, in Ohio, dal 1989 al 1996 e parroco della chiesa di San Roberto Bellarmino a Omaha dal 1997 fino alla sua promozione all'episcopato.

### Ministero episcopale
Papa Giovanni Paolo II, il 6 luglio 1998, lo ha nominato settimo vescovo di Rapid City, dopo la nomina del precedente vescovo, il cappuccino Charles Joseph Chaput, ad arcivescovo metropolita di Denver. La sua consacrazione episcopale è avvenuta il 21 settembre successivo per mano di monsignor Harry Joseph Flynn, arcivescovo metropolita di Saint Paul e Minneapolis, assistito da monsignor Elden Francis Curtiss, arcivescovo metropolita di Omaha, e da monsignor Charles Joseph Chaput, arcivescovo metropolita di Denver. Come suo motto episcopale il neo vescovo ha scelto Pax vobis.
Dopo dodici anni di episcopato, papa Benedetto XVI, il 30 giugno 2010, dopo la rinuncia per motivi d'età del settantaseienne vescovo William Stephen Skylstad, ha nominato Cupich al governo della diocesi di Spokane. Dopo il trasferimento di Cupich a Spokane, egli ha dichiarato che l'apprendimento delle recenti storie, specialmente il fallimento e gli abusi sono al primo posto nella sua agenda: "Voglio solo fare in modo che in un incontro con le vittime, io faccia la cosa giusta per portarvi rimedio. Guarire è possibile". Egli ha detto ciò nel corso di un messaggio nel 2010.
Egli ha rialimentato la diocesi dopo lo scandalo degli abusi sessuali precedenti. Ha dato nuova enfasi alle scuole cattoliche attraverso la sua raccolta di fondi creando la Nazaret Guild ed è intervenuto per impedire la chiusura di diverse scuole. Infine, egli è ricordato per aver guidato una causa contro lo studio legale Paine Hamblen, che ha gestito la risposta iniziale per la diocesi nello scandalo degli abusi sessuali, avendo assunto un ufficio che è stato martoriato finanziariamente dallo scandalo degli abusi sessuali. Nel 2011, Cupich ha emesso un editto che proibisce ai sacerdoti e ai seminaristi di pregare davanti alle cliniche del Planned Parenthood, o di sostenere 40 Days for Life. Per le sue posizioni in materia di morale è considerato parte del clero ultra progressista.
Il 19 settembre 2014, ha cominciato a circolare la notizia che Cupich sarebbe diventato il prossimo arcivescovo di Chicago, e ciò si è rivelato vero. Un giorno dopo, il 20 settembre, è arrivata la notizia ufficiale che papa Francesco ha accettato la rinuncia per motivi d'età del settantasettenne cardinale Francis Eugene George, nominando al tempo stesso Cupich nuovo arcivescovo metropolita di Chicago. Ha preso possesso della nuova arcidiocesi il 18 novembre.
Il 9 ottobre 2016 papa Francesco ne annuncia la creazione a cardinale nel concistoro del 19 novembre.
Il 7 e 8 maggio 2025 ha partecipato come cardinale elettore al conclave che ha portato all'elezione di papa Leone XIV.

### Altri incarichi
All'interno della Conferenza Episcopale degli Stati Uniti d'America, il vescovo Cupich è presidente della commissione episcopale per la protezione dei minori ed è un membro della commissione ad hoc per la traduzione della Sacra Scrittura. È stato anche membro della commissione per la liturgia, nel comitato per le comunicazioni e nel comitato ad hoc per sorvegliare il percorso del catechismo. Egli è anche membro del consiglio di amministrazione della Catholic Extension Society e della Catholic Mutual Relief Society. Ha fatto parte del consiglio di fondazione del St. Paul Seminary, come consigliere episcopale del Serra Club, e membro del consiglio di amministrazione della National Pastoral Life Center. Attualmente è presidente della National Catholic Educational Association.

## Genealogia episcopale e successione apostolica
La genealogia episcopale è:
- Cardinale Scipione Rebiba
- Cardinale Giulio Antonio Santori
- Cardinale Girolamo Bernerio, O.P.
- Arcivescovo Galeazzo Sanvitale
- Cardinale Ludovico Ludovisi
- Cardinale Luigi Caetani
- Cardinale Ulderico Carpegna
- Cardinale Paluzzo Paluzzi Altieri degli Albertoni
- Papa Benedetto XIII
- Papa Benedetto XIV
- Papa Clemente XIII
- Cardinale Marcantonio Colonna
- Cardinale Giacinto Sigismondo Gerdil, B.
- Cardinale Giulio Maria della Somaglia
- Cardinale Carlo Odescalchi, S.I.
- Cardinale Costantino Patrizi Naro
- Cardinale Lucido Maria Parocchi
- Papa Pio X
- Papa Benedetto XV
- Papa Pio XII
- Cardinale Francis Joseph Spellman
- Cardinale Terence James Cooke
- Vescovo Howard James Hubbard
- Arcivescovo Harry Joseph Flynn
- Cardinale Blase Joseph Cupich

La successione apostolica è:
- Vescovo Ronald Aldon Hicks (2018)
- Vescovo Mark Andrew Bartosic (2018)
- Arcivescovo Robert Gerald Casey (2018)
- Arcivescovo Michael George McGovern (2020)
- Vescovo Louis Tylka (2020)
- Arcivescovo Jeffrey Scott Grob (2020)
- Vescovo Kevin Michael Birmingham (2020)
- Vescovo Robert Joseph Lombardo, C.F.R. (2020)
- Vescovo Timothy James O'Malley (2025)
- Vescovo Lawrence John Sullivan (2025)
- Vescovo Jose Maria Garcia Maldonado (2025)
- Vescovo Robert Miroslaw Fedek (2025)
- Vescovo John Steven Siemianowski (2025)